# 天天開心
《天天開心》、《開心舞台》、《金舞台》，是臺灣電視公司於1986年至2000年播出的三個午間綜藝節目，皆由曹景德領導景得傳播製作；雖號稱三個節目，實則三位一體，節目內容大同小異，主要的差別是在播出時間和主持人。《天天開心》有黃西田作詞作曲兼主唱、金嗓唱片錄製的台語同名主題曲，原本在節目片頭中使用該曲；但在播出800多集後（大約在1991年初），景得傳播將片頭開放給台語流行音樂歌手打歌，改為由各唱片公司提供旗下台語歌手的當時最新主打歌（只播第一段）搭配片頭播出。
《天天開心》結束多年後，台視於2011年找回原班底推出續作《天天又開心》，2011年4月22日首錄，台視節目部製作，台視導播許石泉擔任製作人兼導播，希望再創《開心》熱潮，但收視率不佳，僅播出一季便停播。《天天又開心》首播，平均收視率0.36，家庭主婦族群收視率更達0.68。

## 播出時間
1. 《天天開心》：
  - 1987年4月14日至1999年12月3日每週一至週五12:00~12:30播出。1987年5月13日暫停播出，1987年7月14日恢復播出；1987年9月11日再次暫停播出，1987年10月14日恢復播出。
  - 1999年12月6日至2000年2月10日每週一至週五13:00~13:30播出。
2. 《開心舞台》：
  - 1988年3月12日至1997年5月31日每週六12:00~12:30播出。
3. 《金舞台》：
  - 1986年10月18日至1987年11月14日每週六12:00~12:30播出。
  - 1987年11月15日至1998年6月28日每週日12:00~12:30播出。
4. 《天天又開心》：
  - 2011年5月2日至2011年8月15日每週一至週五11:30~12:00播出。

## 歷屆主持群短劇班底
1. 《天天開心》：石、高群、卓勝利、司馬玉嬌、黃西田、方駿、康弘、郭美珠、林義、小戽、潘麗麗 、 翠娥 、 田路路、陳瓊美、林、  長青、青蓉、高玉珊、趙、安、郭麗琴、李小飛、大目仔、司馬鳳、恬娃、楊凱琪、黃榆（貝亞樺）、落腳（孟萍）、黃小菁。每集通常有4人主持。
2. 《開心舞台》：卓勝利、司馬玉嬌、郭麗琴、高群。每集通常有1男2女主持。
3. 《金舞台》：黃香蓮、石、司馬玉嬌、青蓉、郭麗琴。每集通常有1男2女主持。
4. 《天天又開心》：長青、高群、潘麗麗、唐儷。

## 節目內容
- 每集大致分為三段，每段之間以廣告區隔。以1990年代初期的《天天開心》結構為例：第一段是無固定單元名稱的時裝短劇單元，第二段是古裝短劇單元〈古代人劇場〉，第三段是皆無固定單元名稱的台語歌手打歌時間與俚語時間。
- 《金舞台》的節目尾聲，固定用台語講的台詞是：「《金舞台》三十分鐘『咻』一個就過去了，又要跟你講『再見』囉！下禮拜日中午十二點至十二點半，請繼續收看台視——（石松、司馬玉嬌）《金舞台》！」

## 單元介紹
《天天開心》
- 時裝短劇（本單元無官方名稱）：時裝短劇單元，短劇名稱各不相同。
- 〈古代人劇場〉：古裝短劇單元，短劇名稱各不相同。以取之不盡、用之不竭的歷史故事為骨幹，把古代與現代的情節熔於一爐產生新的「笑」果[3]。
- 〈黑白講〉：台語相聲單元，以詼諧、不尖酸刻薄的態度對時下一些現象、觀念來發揮，加入許多年輕觀眾甚少接觸的台灣俚語、成語，以「言者無心，聽者有『量』（雅量）」為製作的大前提，設有小丑模型以達到博人一笑的輕鬆氣氛[3]。
- 打歌時間（本單元無官方名稱）：開放台語歌手現場演唱新歌，搭配台視大樂團現場伴奏。
- 〈俚語時間〉：是以介紹台語俚語來說明做人處事的道理。每集3或4位主持人向觀眾一鞠躬以後，以一人一句方式唸每句7字的台語三句聯或四句聯作為定場詩，然後解說當天介紹的俚語涵義。最後主持人們會以台語說：「咦～要注意！」（不一定是「要注意」三字，要看當天介紹的俚語涵義而定。例如，如果當天介紹的俚語涵義是鼓勵終身學習，該句台詞就會改為：「咦～充實自己！」）來加強效果並做為節目的結尾，此一橋段後來成為不少人在日常生活中經常模仿的用語。此單元推出時本無固定的單元名稱，直到1990年代中、後期才定名為〈俚語時間〉。
- 〈俚語劇場〉：時裝短劇單元，以短劇告訴觀眾台語俚語的典故，詳細說明俚語的使用時機。石松飾演個性憨直的「冬瓜松」，黃西田飾演顯得傻氣的「番薯田」，兩人是一見面就拌嘴的冤家。編劇賴沅山說，「這是個能延續民間傳統的單元」[4]。
- 〈天天翻NEWS〉：「說新聞」單元，「翻」字官方讀音「něw」。高群飾演「海口群」，司馬玉嬌飾演「膨風美」，石松飾演「興啼松」，卓勝利飾演「報馬卓」，楊凱琪飾演「雜念琪」。由其中二或三人擔任台視新聞主播，對談報紙上的一則社會新聞。結尾與〈俚語時間〉相同，或以固定台詞「天天翻NEWS，天天大家富」作結。
- 〈鄉親逗陣來唱歌〉：開放觀眾來信報名的歌唱單元，無競賽成分，同樣搭配台視大樂團現場伴奏。報名的觀眾在明信片背面填寫個人基本資料（姓名、聯絡地址、聯絡電話），寄到台視（收件地址即台視大樓地址），即完成報名。

《開心舞台》
- 〈民謠小調〉：歌仔戲單元，以國語唱歌仔戲，旨在「發思古之幽情」。景得傳播表示，主要目的是讓不諳台語的觀眾也能欣賞中國傳統說唱藝術的奧妙，進而了解流傳在閩南的民間故事。賴沅山一天數篇的寫作速度堪稱驚人，卻被此單元逼得到荒郊野外找靈感，「將歌仔戲翻成國語，須考慮合轍押韻，歌詞也得簡捷有力，不太好寫，只好上山找靈感」。此單元自〈玉堂春〉開始加入卓勝利的數來寶，以數來寶帶過較不重要的劇情，讓觀眾多看精彩的內容。[5]
- 〈卓嬸婆與嬌小妹〉：短劇單元，卓勝利反串扮演「卓嬸婆」，司馬玉嬌扮演「嬌小妹」。卓嬸婆是個粗魯卻自命嬌滴滴的中年婦女，梅開五度，剋死四個先夫。卓嬸婆的最後一位先夫怕死於非命，拔腿就跑；卓嬸婆不堪寂寞，又起了嫁人的念頭。嬌小妹是卓嬸婆的女兒，反對卓嬸婆再嫁。全劇便在卓嬸婆找工作、找男人之間，牽扯出不少笑料。[5]

《金舞台》
- 〈舊情綿綿〉：介紹台語老歌。
- 〈千奇百怪〉：介紹無奇不有的新鮮事物。
- 〈古早民俗傳奇短劇〉：新編台灣民間故事。例如將白賊七故事與邱罔舍故事合併為「白賊七與邱罔舍」，黃香蓮飾演白賊七，石松飾演邱罔舍。
- 〈土地公土地婆〉：古裝短劇單元，石松飾演土地公，黃香蓮或青蓉飾演土地婆。
- 〈大爆笑〉：以靈活創新的時裝短劇表演時事趣聞。
- 一般歌曲（本單元無官方名稱）：邀請台語歌星現場演唱代表歌曲，搭配台視大樂團現場伴奏。
- 〈民謠時間〉：黃香蓮與青蓉演出古調新唱的「勸世歌」及描述男女相悅的「十二相褒」，亦將與歌聲細膩柔美、扮像俏皮的高玉珊對唱「十盆牡丹」、「五更鼓」、「山歌對唱」及「茶花女」等難得聽到的傳統台灣小調。

《天天又開心》
- 〈現代人劇場〉：時裝短劇單元，以兩間虛構民宿「天天民宿」與「開心民宿」為主要場景。長青飾演天天民宿老闆，唐儷飾演天天民宿老闆的外甥女，潘麗麗飾演開心民宿老闆娘，高群飾演開心民宿老闆娘的弟弟，每天都有不同的劇情發生在這兩間民宿。
- 〈俚語時間〉：完全重製《天天開心》的同名單元。

## 大事紀
- 1987年4月14日12:00，《天天開心》開播，是黃俊雄布袋戲《三國英豪》的接檔節目，以「逗趣而不低俗」為原則，主持人為黃西田、石松，短劇演出者為小戽斗、翠娥、黃西田、石松[7]。
- 1987年7月14日12:00，請了三個月「長假」的《天天開心》復播，主持人為黃西田、石松，短劇演出者為高群、小戽斗、潘麗溱、吳松、闞水源、陳靜子等，片尾曲為龍千玉新歌〈為著一句話〉[4]。
- 1990年9月20日，石松透露，中華民國總統李登輝曾於該年7月召見他並嘉勉他「要為保留台灣文化繼續奮鬥」，李登輝並希望將《天天開心》每日三句的俚語出書[8]。《天天開心》的俚語由台視文化公司整理出書《開心諺語：台視「天天開心」台灣俗語精選 第一輯》，作者「賴元山」（本名賴伯商）即賴沅山。
- 1992年12月5日，中國電視公司籌備中的綜藝節目《娛樂星聞 小燕有約》邀請《天天開心》製作人曹景德及主持人石松、卓勝利、司馬玉嬌在本月26日20:00開播時擔任第一集來賓，曹景德已徵得台視節目部經理熊廷武同意；《娛樂星聞 小燕有約》第一集內容重點為回顧該年娛樂新聞，「表揚」該年收視率表現突出的節目。[9]
- 1995年5月15日，《天天開心》2000集特別節目錄影，台視總經理莊正彥主持切蛋糕儀式。
- 2018年2月15日，方駿、長青、高群於中視除夕特別節目《新春旺旺冰冰show》共同演出表演節目〈天天開心經典脫口秀〉，開場合唱《天天開心》主題曲。
- 2020年3月，YouTube「台視台語台」開始發布《金舞台》台視官方精華版。
- 2020年3月，YouTube「台視台語台」開始發布《天天又開心》台視官方完整版，保留台視首播時字幕。
- 2021年3月，YouTube「台視台語台」開始發布《天天開心》台視官方精華版。

## 資料來源
- 中華民國電視學會電視年鑑編纂委員會 編纂，《中華民國電視年鑑第六輯：民國七十七年至七十八年》，中華民國電視學會1990年6月30日出版，第71至72頁。

1. ↑  台灣電視資料庫[永久]
2. ↑  吳御曄、陳儒桓. . TVBS新聞. 2011-05-06  [2021-07-03]. （原始内容存档于2021-07-11） （中文（臺灣））.
3. 1 2  朱培英，〈精彩短劇逗人發噱 「天天開心」讓觀眾笑開懷〉，《電視周刊》第1280期（台視文化公司1987年4月19日出版）第116－118頁。
4. 1 2  胡顯宗，〈敬告舊雨新知 台視「天天開心」銷假登台〉，《電視周刊》第1292期（台視文化公司1987年7月12日出版）第118－119頁。
5. 1 2  胡顯宗，〈編劇上山 演員下海 「開心舞台」收視風光有內情〉，《電視周刊》第1347期（台視文化公司1988年7月31日出版）第122－123頁。
6. ↑  王淑燕，〈台視推出台語綜藝節目「金舞台」〉，《電視周刊》第1254期（台視文化公司1986年出版）。
7. ↑  朱培英，〈黃西田、石松笑匠出擊 台視要讓觀眾「天天開心」〉，《電視周刊》第1279期（台視文化公司1987年4月12日出版）第101頁。
8. ↑  中華民國電視學會電視年鑑編纂委員 編纂，《中華民國電視年鑑第七輯：民國七十九年至八十年》，中華民國電視學會1992年6月30日出版。
9. ↑  王祖壽 報導，〈小燕到中視 26日“有約”〉，《民生報》1992年12月6日第12版。